# Lidia Turczynowicz
Lidia Turczynowicz (z domu Fentzel, ur. 3 stycznia 1950 w Bydgoszczy) – polska szachistka oraz sędzia i trener szachowy.

## Kariera szachowa
Trzykrotnie uczestniczyła w finałach mistrzostw Polski kobiet w szachach (Koszalin 1966 – XXIII m., Lublin 1968 – IX m., Kielce 1970 – XI m.). Dwukrotnie zdobyła złote medale mistrzostw Polski juniorek do 20 lat (Świecie 1967, Grudziądz 1969). W barwach klubu "Łączność" Bydgoszcz zdobyła brązowy medal drużynowych mistrzostw Polski (Poznań 1974) oraz 5 medali drużynowych mistrzostw Polski w szachach błyskawicznych: złoty (Katowice 1982), srebrny (Bydgoszcz 1981) oraz 3 brązowe (Warszawa 1983, Katowice 1988, Miętne 1989). W 1983 r. zdobyła wspólnie z drużyną brązowy medal na I Olimpiadzie Esperantystów, rozegranej w węgierskim mieście Kalocsa.
Lidia Turczynowicz posiada I klasę sędziowska oraz II klasę trenerską.
Najwyższy ranking w karierze osiągnęła 1 stycznia 1987 r., z wynikiem 2090 punktów zajmowała wówczas 20. miejsce wśród polskich szachistek.

## Życie prywatne
Ojciec Lidii Turczynowicz – Edward Fentzel – był szachistą oraz działaczem szachowym (m.in. prezesem Okręgowego Związku Szachowego w Bydgoszczy oraz organizatorem turniejów międzynarodowych). Mąż – Edward Turczynowicz – również jest szachistą i działaczem szachowym (był m.in. prezesem Okręgowego Związku Szachowego w Bydgoszczy, prezesem klubu sportowego „Łączność” Bydgoszcz oraz prezesem Kujawsko-Pomorskiego Związku Szachowego, jak również członkiem Zarządu Polskiego Związku Szachowego), natomiast córka – Jolanta Turczynowicz-Kieryłło – osiągała znaczące sukcesy w szachach (była m.in. czterokrotną medalistką mistrzostw Polski juniorek oraz dwukrotną medalistką drużynowych mistrzostw Polski w szachach błyskawicznych)).